# Droites concourantes

Les droites A, B, et C concourent en Y.

En mathématiques, des droites concourantes sont des droites qui ont un point d'intersection commun, ce point étant appelé point de concours.
Lorsque seules deux droites sont en jeu, le fait qu'elles soient concourantes est équivalent au fait qu'elles soient sécantes, ce qui fait que le vocable ne s'emploie pas dans ce cadre. En revanche, à partir de trois droites en présence, les deux propriétés ne sont pas équivalentes : trois droites concourantes sont nécessairement sécantes deux à deux mais l'implication réciproque est fausse. Par exemple, les trois droites portant les côtés d'un triangle non plat sont deux à deux sécantes et pourtant il n'y a aucun point commun aux trois droites à la fois.

## Exemples

### Triangles
Dans un triangle non plat, les droites remarquables de même type (médiatrices, médianes, hauteurs ou bissectrices) sont concourantes. Leurs points d'intersection sont respectivement le centre du cercle circonscrit, le centre de gravité, l'orthocentre et le centre du cercle inscrit du triangle.
D'autres ensembles de droites liées au triangle sont concourantes :
- Toute médiane (qui est nécessairement un bisecteur de l'aire du triangle) est concourante avec deux autres bissectrices de l'aire dont chacune est parallèle à un côté[2].
- Toute droite traversant un triangle qui divise à la fois l'aire du triangle et son périmètre en deux passe par le centre du cercle inscrit du triangle, et chaque triangle a une, deux ou trois droites[3] Ainsi, s'il y en a trois, elles se croisent au centre.
- Le point de Tarry (en) d'un triangle est le point de concours des droites passant par les sommets du triangle perpendiculaires aux côtés correspondant au premier triangle de Brocard du triangle de référence.
- Le point de Schiffler d'un triangle est le point de concours des droites d'Euler de quatre triangles : le triangle de référence, et les trois triangles formés par deux sommets du triangle de référence et son centre du cercle inscrit.
- Les points de Napoléon et leurs généralisations sont des points de concours. Par exemple, le premier point de Napoléon est le point de concours des trois droites joignant un sommet du triangle au centre de gravité du triangle équilatéral construit à partir du côté opposé au sommet et orienté à partir de l'extérieur. Une généralisation de cette notion est le point de Jacobi.

### Quadrilatères
- Les deux bimédianes d'un quadrilatères (les segments joignant les milieux de deux côtés opposés) et le segment joignant les milieux des diagonales du quadrilatère sont concourantes en leurs milieux respectifs[4]:p.125
- Dans un quadrilatère circonscriptible, les quatre bissectrices se croisent au centre du cercle inscrit du quadrilatère[5]
- Dans un quadrilatère cyclique, quatre segments de droite, chacun perpendiculaire à un côté et passant par le milieu du côté opposé, sont concourants[4]:p.131;[6]. On appelle ces segments les M-hauteurs ou maltitudes en anglais[7] et leur point de concours l'anticentre du quadrilatère.
- Un quadrilatère convexe est exinscriptible (en) ssi il y a six bissectrices concourantes : les bissectrices internes à deux angles opposés, les bissectrices externes aux deux autres sommets et les bissectrices externes aux angles formés par les côtés étendus du quadrilatère.

### Hexagones

Illustration du théorème de Brianchon.

- Si les côtés successifs d'un hexagone cyclique sont a, b, c, d, e, f, alors les trois diagonales principales sont concourantes sii ace = bdf[8].
- Si l'hexagone a une conique inscrite, alors le théorème de Brianchon établit que ses diagonales principales sont concourantes.
- Des droites concourantes apparaissent dans le dual du théorème de Pappus.
- Pour chaque côté d'un hexagone cyclique, on étend les côtés adjacents jusqu'à leur intersection, ce qui forme un triangle extérieur à l'hexagone. Alor les segments reliant les centres des cercles circonscrits à deux tels triangles opposés sont concourants[9].

### Polygones réguliers
- Si un polygone régulier a un nombre impair de côtés, ses diagonales sont concourantes en son centre.

### Cercles
- Les médiatrices de toutes les cordes d'un cercle sont concourantes au centre d'un cercle.
- Les droites perpendiculaires aux tangentes du cercle au point de tangente se croisent toutes au centre du cercle.
- Toutes les droites coupant l'aire en deux parts égales sont les diamètres du cercle et elles se croisent donc toutes au centre du cercle.

### Ellipses
- Toutes les droites coupant l'aire en deux parts égales ou le périmètre en deux parts égales se croisent toutes au centre de l'ellipse.